# Annalisa Santangelo
Annalisa Santangelo (La Spezia, Liguria, 21 de agosto de 1964) es una botánica, taxónoma, conservadora y exploradora italiana.

## Carrera
En 1988, obtuvo una licenciatura en historia natural por la Universidad de Nápoles Federico II.
Entre 1991 a 2002, trabajó en el Departamento de Biología Vegetal como oficial técnica, y conservadora de herbario, de la Universidad de Nápoles Federico II. Y desde 2002, tras un procedimiento de selección, es profesora adjunta de Botánica sistemática, del mismo Departamento.
Desarrolla actividades académicas y científicas en el Departamento de Biología, Jardín Botánico de Nápoles, de la Universidad de Nápoles Federico II.

## Algunas publicaciones
- maria rosaria Barone Lumaga, annalisa Santangelo, Sandro Strumia. 2016. Morpho-functional traits influencing the fitness of highly endangered Eokochia saxicola (Guss.) Freitag & G. Kadereit (Amaranthaceae). Flora 218: 11 - 17, resumen

- Lorenzo Lastrucci, daniele Viciani, bruno Foggi, stefano Miranda, annalisa Stefano, zdenjk Kaplan. 2015. Typification of two species names of Potamogeton (Potamogetonaceae). Phytotaxa 222 (1): 72 - 74. ISSN 1179-3155

- annalisa Santangelo, s. Strumia. 2015. La Collezione Gussone Generale (NAP): analisi dei dati floristici per la Campania. Museologia Scientifica 8: 47 - 51. ISSN 1123-265X

- -------------------------, Antonio Croce, Sandro Strumia. 2012. Genista cilentina Vals.. En: Schede per una Lista Rossa della flora vascolare e crittogamica Italiana, «Informatore Botanico Italiano» 44(1)

- -------------------------. 1994. Il'Biotopo di Monte Tresino (Cilento - Sa). Giornale botanico italiano 128 (1): 315 - 317, resumen

## Honores
- Società Botanica Italiana.[5]

- La abreviatura «Santang.» se emplea para indicar a Annalisa Santangelo como autoridad en la descripción y clasificación científica de los vegetales.[6]